# Solebaystraat
De Solebaystraat is een straat in de Gibraltarbuurt, Landlust, Amsterdam-West. De straat werd per raadsbesluit van 27 april 1933 vernoemd naar de Slag bij Solebay in juni 1672. Straten in de omgeving zijn vernoemd naar zeeslagen.

## Ligging en geschiedenis
De straat begint aan de Kijkduinstraat en loopt vervolgens noordwaarts tot aan de ventweg van de Haarlemmerweg. Het is de naamgever van het Solebayplein. De huisnummering loopt net als die van de Kijkduinstraat van zuid naar noord, maar juist omgekeerd aan de Bos en Lommerweg, die parallel loopt aan de Solebaystraat. De straat werd bebouwd in de jaren dertig, maar er bleef toen een open ruimte op de kruising met de Kijkduinstraat. Er zouden schoolgebouwen komen, maar dat ging niet door. Het terrein werd vanaf 1946 bebouwd met de Keesmanblokken.

## Gebouwen
De bebouwing bestaat uit delen van woonblokken, waarvan sommige ontworpen zijn door bekende architecten:
- de genoemde Keesmanblokken (huisummers 1-19a en 21-47) zijn ontworpen door Cormelis Keesman; gemeentelijk monument
- de huisnummers 55 tot en met 101 zijn ontworpen door Piet Kramer voor de Bouwmaatschappij ter verkrijging van eigen woningen en maken deel uit van een veel groter complex gebouwd in opdracht van Bouwmaatschappij tot Verkrijging van Eigen Woningen: Haarlemmerweg 533-541, 545-551, 555-609, de gehele Doggersbankstraat, Gibraltarstraat 2019, 16-88, de gehele Livornostraat, Kijkduinstraat 107-143 en 64-102 , Solebaystraat 55-101 en Van Gentstraat 26-62 en 25-61. Er zijn een aantal tableaus in het complex verwerkt van Jan Schultsz (papegaaien en eekhoorns), Frits Sieger (moeder met kind en vliegtuigen) en Jaap Kaas (twee pelikanen).[1] Het heeft geen monumentenstatus, vermoedelijk omdat bij een grootscheepse renovatie oorspronkelijke delen verloren zijn gegaan
- de hoek met het Solebayplein/Haarlemmerstraat is van de hand van Gerrit Jan Rutgers.

## Kunst
Er is een beperkte hoeveelheid kunst in de openbare ruimte te vinden. In de gevels op de hoek met de Haarlemmerweg zijn de genoemde twee papegaaien en twee eekhoorns te vinden. Bij het Gibraltarbadje, ontworpen door Ko Mulder en Keesman aan de kop van de Keesmanblokken, staat het beeld Vrouw met kruik van Gerrit Bolhuis.

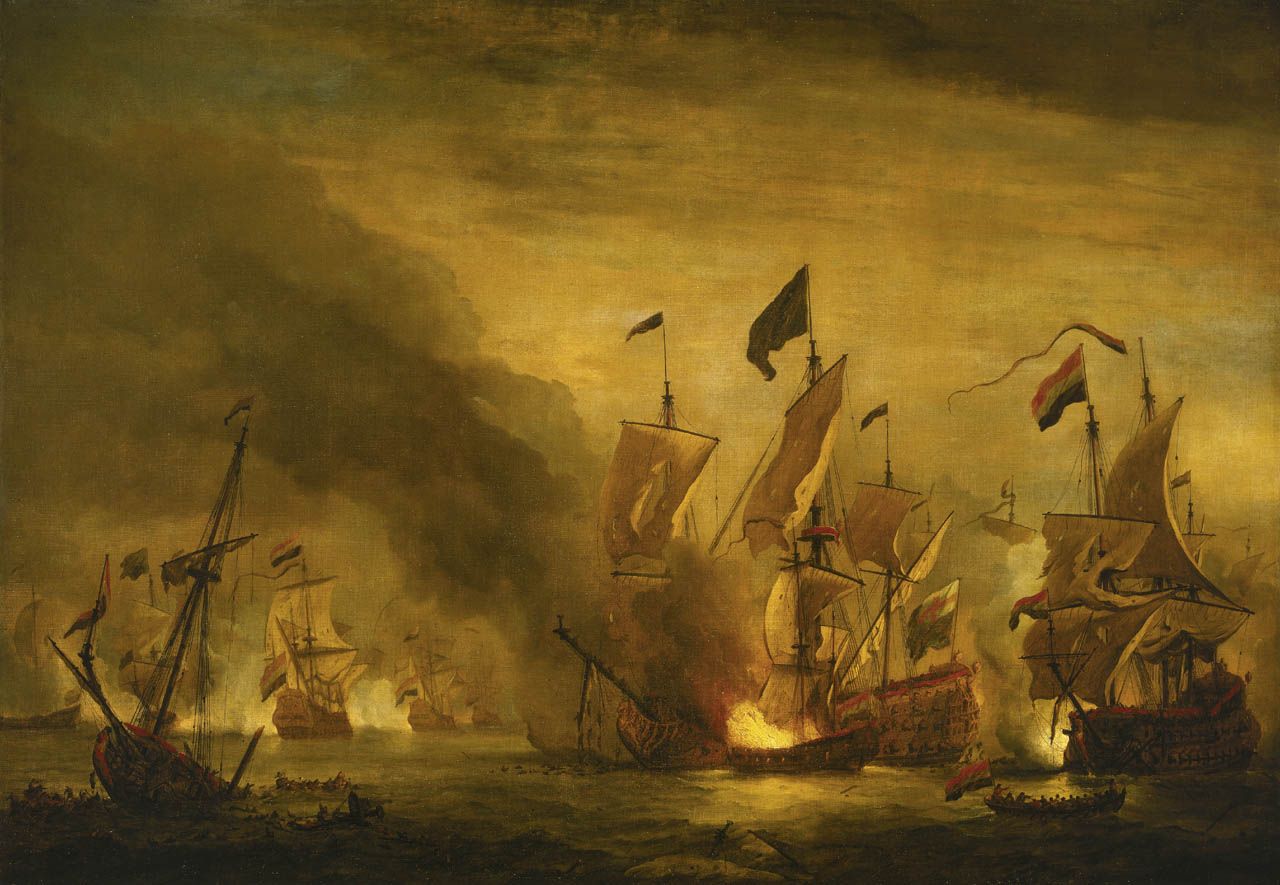
Slag bij Solebay door Willem van de Velde de Jonge
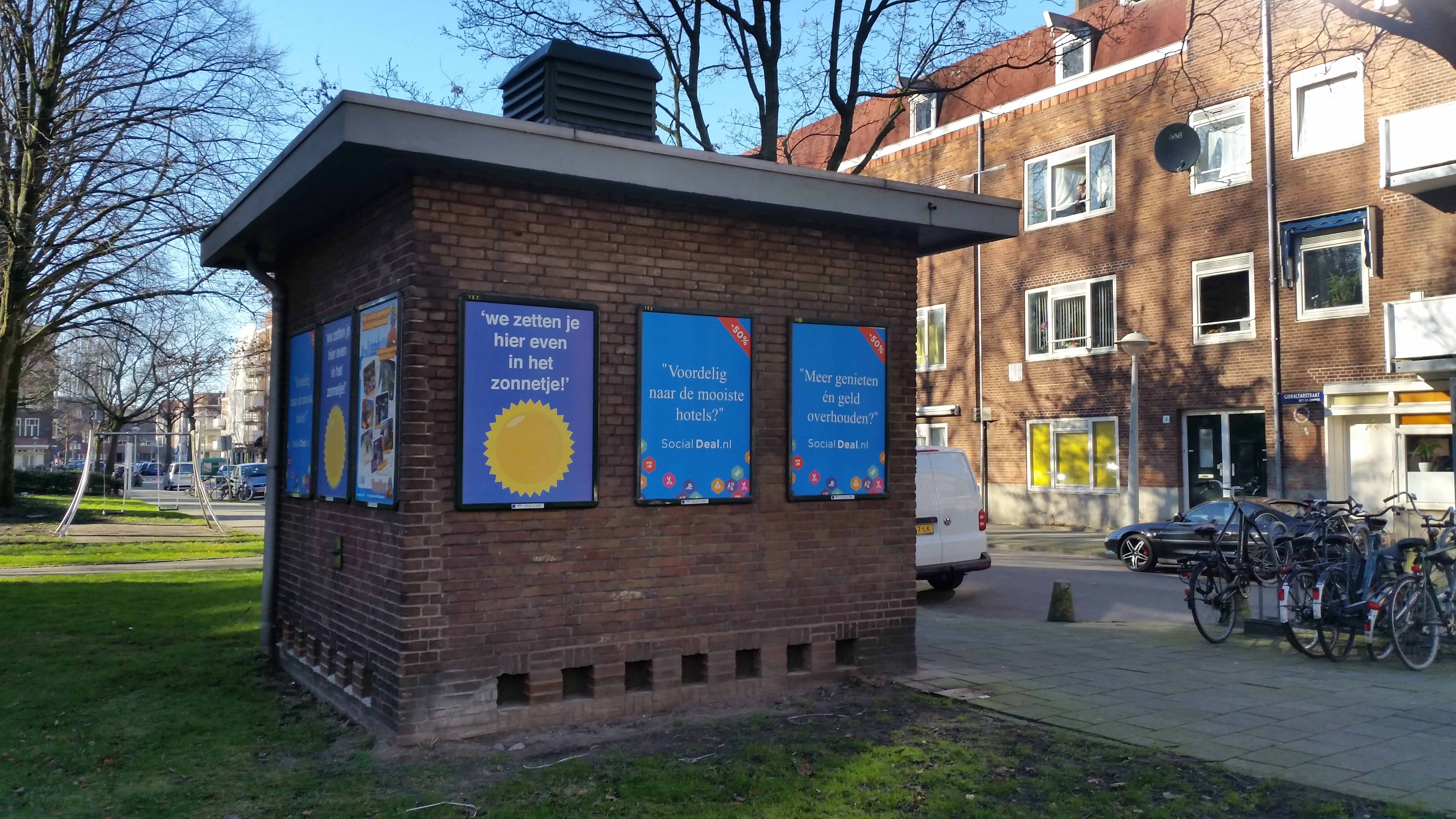
Transformatorhuisje Solebaystraat hoek Gibraltarstraat (februari 2019)
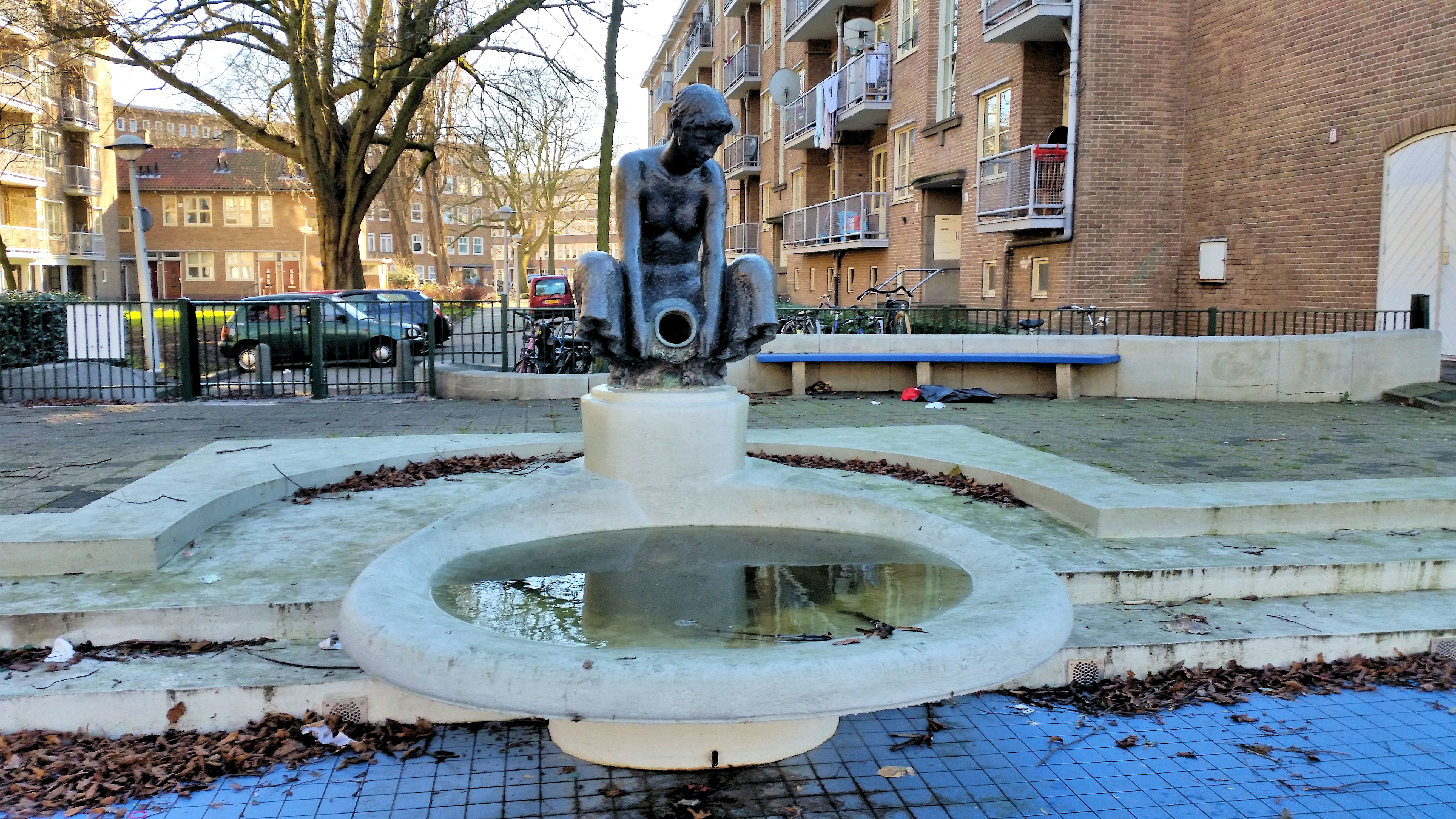
Vrouw met kruik (februari 2019)